# La Vérité sur les publicités
La Vérité sur les publicités  (Truth and Adverting en VO) est le neuvième épisode de la dix-neuvième saison de la série d'animation américaine South Park et le 266e de la série. Il est diffusé pour la première fois sur Comedy Central le 2 décembre 2015. L'épisode traite de politiquement correct, une thématique centrale de cette saison, et, comme son prédécesseur, de l'utilisation excessive de la publicité.

## Résumé
Kyle est convoqué chez le Principal PC, mais trouve M. Mackey à la place, qui lui dit que PC est devenu fou, que tout son groupe politiquement correct a entamé une grève de la faim et que Jimmy et Leslie sont portés disparus. 
Jimmy, toujours dans un lieu secret avec les journalistes et l'officier Barbrady, comprend que les pubs ont évolué pour devenir identiques aux humains, et que Leslie en est une.
Lors d'un repas familial, Randy annonce qu'il veut quitter la ville, qu'il ne trouve désormais  plus vivable. Il a dû prendre une seconde hypothèque sur la maison car les prix sont devenus insensés au Whole Foods Market.
De son côté, Jimmy demande aux journalistes comment Leslie a pu le séduire en dépit d'être une pub. Ils expliquent que le but premier d'une pub est d'attirer les gens pour les manipuler. Jimmy propose de publier l'histoire dans le journal de l'école, mais les journalistes veulent attendre de savoir le plan de leurs adversaires.
A l'école, Stan montre à Kyle la dernière édition du journal, qui affirme que Jimmy et Leslie ont été envoyés en croisière Disney par le Principal PC. Mais ils ont de sérieux doutes sur la sincérité de l'article, surtout quand ils apprennent que Nathan est devenu rédacteur en chef. Ils ne trouvent cependant aucune preuve lorsqu'ils lui rendent une visite surprise. Après leur départ, Nathan parle avec une pub sur son écran d’ordinateur.
M. Garrison, Caitlyn Jenner et l'ex-principale Victoria arrivent à South Park, se déguisent et se rendent compte du déclin de la ville. 
Jimmy échoue à tirer les vers du nez de Leslie, et les journalistes pensent qu'il commence à "penser avec sa bite", ce qu'ils craignent le plus. Ils rappellent que les pubs ne sont que mensonges, et qu'il doit faire très attention à ne pas se laisser distraire. 
Kyle, Stan, Cartman, Kenny et Butters cherchent sur le net des informations sur le Principal PC, mais des pubs pop-up finissent par les distraire et les envoyer dans divers magasins pour des motifs futiles. Ils réalisent finalement qu'on essaye de les empêcher d'obtenir le fin mot de cette histoire. La tension montre entre Kyle et Stan, chacun pensant que l'autre est responsable.
Randy se fait agresser par M. Garrison et les autres, qui trouvent un tatouage PC sur sa fesse et décident de l'interroger. 
Du côté de Jimmy, Leslie prétend que le Principal PC est le vrai ennemi et place une pub sur les écrans des journalistes pour les empêcher d'entendre ce qu'elle dit. Elle demande à Jimmy de l'aider à s'évader.
Randy se retrouve attaché dans un motel. Victoria lui montre que le mouvement politiquement correct s'étend dans tous les États-Unis, mais aussi dans le reste du monde. Apprenant que le Principal PC serait derrière tout ça, Randy jure de le tuer ça s'avère être vrai.
Jimmy tente de faire s'évader Leslie, mais il échoue et les journalistes demandent à Barbrady de les tuer. L'officier refuse, ne souhaitant plus faire de mal à qui que ce soit, et aide au contraire les enfants à s'enfuir. En partant, il tire accidentellement dans le bras d’un journaliste. 
À l'école, Kyle et Stan continuent d'avoir des soupçons l'un envers l'autre, et finissent par en venir aux mains, se battant sous les acclamations de leurs camarades et le sourire de Nathan.
Plus tard, Jimmy et Leslie confrontent Nathan à ses mensonges, mais Leslie trahit Jimmy et le neutralise en déployant une force surhumaine. Nathan était bien au service de Leslie et des autres pubs, et Jimmy a eu tort de ne pas écouter les journalistes.
Randy et les autres arrivent à la maison de la fraternité PC, qu'ils trouvent étrangement déserte. Ils découvrent aussi le Principal PC et Leslie sur une pub, concluant que le chef des PC essayait peut-être de les aider, mais ils se font distraire à leur tour par les pubs internet qui les envoient dans les magasins.
Leslie se rend chez Kyle pour lui demander son aide et les quatre derniers chiffres de son numéro de sécurité sociale, avant de partir avec lui...

## Accueil critique
Max Nicholson du site IGN donne à l'épisode la note de 7,2 sur 10, le considérant comme « un peu mollasson, en particulier en termes d'intrigue principale. Alors que l'intrigue de Jimmy et Leslie ait fait avancer les choses sur le plan-là, les garçons sont ressortis les mains vides de leur enquête - bien que leurs soudaines transitions vers de hauts lieux du consumérisme étaient très amusantes ».
Dan Caffrey de The A.V. Club donne un B à l'épisode, écrivant dans sa critique : « c'est un chapitre de cette saison 19 de la plus en plus épique qui repose presque entièrement sur les intentions cryptiques, les changements d'allégeance et la confusion générale parmi les personnages, alors qu'ils essayent de découvrir qui est vraiment derrière la folie récente qui s'est emparée de la ville ».